# Союз архитекторов СССР
Союз архитекторов СССР (до 1955 — Союз советских архитекторов аббрев. ССА) — общественная организация, которая на творческой основе объединяла архитекторов СССР.

## История создания
23 апреля 1932 года в свет вышло постановление Политического бюро ЦК ВКП(б) «О перестройке литературно-художественных организаций». На основе этого документа, в июле того же года был создан Союз советских архитекторов (ССА). При организации Союза все другие действовавшие в СССР творческие объединения архитекторов были ликвидированы (МАО, ЛОА, ОСА, АСНОВА, ВОПРА, МОВАНО, АРУ и другие). В правление нового Союза были избраны архитекторы В. А. Веснин, К. С. Алабян, В. С. Балихин, С. Ф. Бабаев, И. В. Жолтовский, А. М. Заславский, М. В. Крюков, Н. А. Ладовский, Д. Ф. Фридман. С июля 1933 года начал выходить журнал ССА «Архитектура СССР».
В ноябре 1934 года состоялось Всесоюзное совещание архитекторов, на котором избрали оргкомитет Союза советских архитекторов. В президиум оргкомитета вошли К. С. Алабян, А. Александров, В. А. Веснин, И. В. Жолтовский, Б. М. Иофан, Н. Я. Колли, М. В. Крюков, С. Е. Чернышёв, И. Шафран, В. А. Щуко и А. В. Щусев. В 1935 году постановление Совнаркома РСФСР ввело должность главного городского архитектора, который подчинялся городскому отделу коммунального хозяйства, но назначался по согласованию с местным отделением Союза советских архитекторов.

## Ключевые моменты

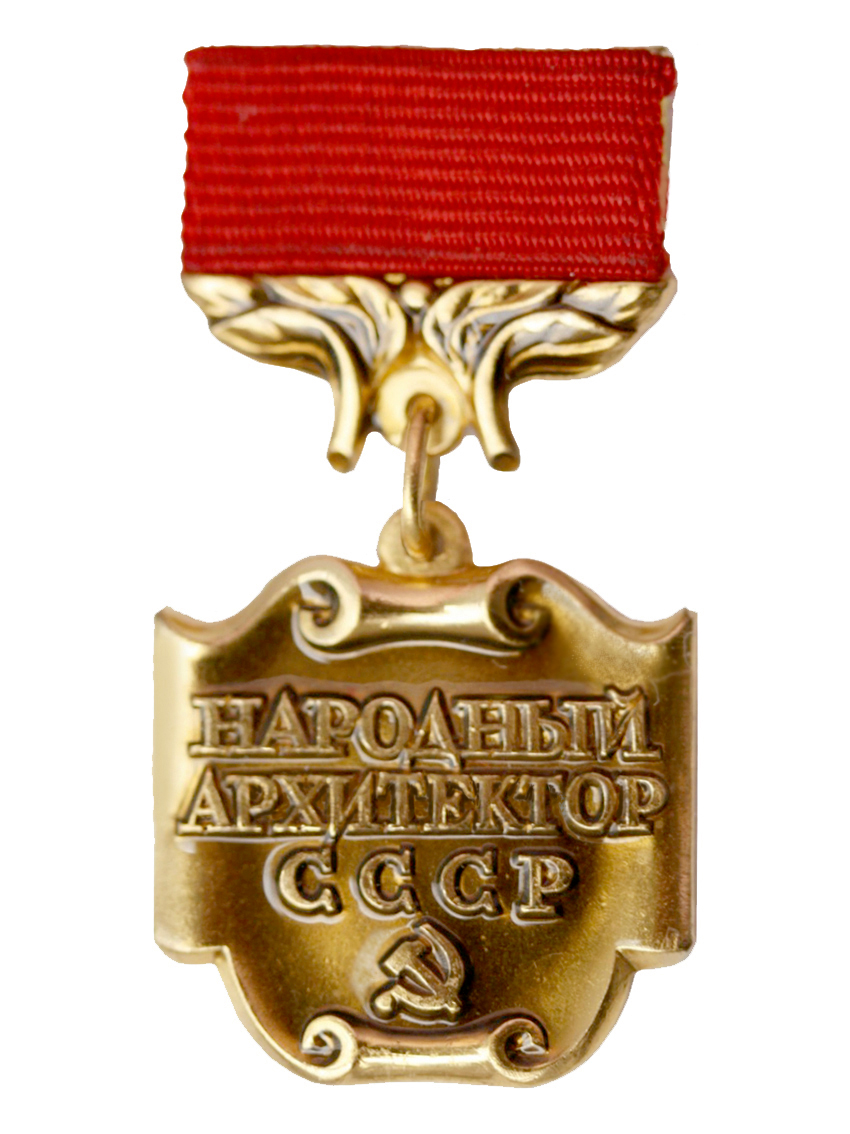
Значок «Народный архитектор СССР»

Устав творческого союза был принят на первом съезде организации, состоявшимся в Москве 16—26 июня 1937 года. В 1955 году организация была переименована в Союз архитекторов СССР. На пятом и шестом съездах, в 1970 и 1975 годах соответственно в него вносились изменения и дополнения. В уставе Союза архитекторов Советского Союза, в частности, объяснялась цель создания организации: «…повышение уровня советской архитектуры, развитие профессионального мастерства советских зодчих, поддержка инициативы и новаторства в борьбе за коммунистическую идейность и многонациональность советского архитектурного искусства».
Союз архитекторов СССР включал в себя общественные организации архитекторов СССР, организации в автономных республиках, краевые и областные союзы, а также городские организации. В 1976 году Союз архитекторов СССР насчитывал 13418 членов и эта цифра, после Великой Отечественной войны на протяжении всего времени существования организации, вплоть до распада СССР неуклонно увеличивалась.
Печатным органом Союза архитекторов СССР являлся журнал «Архитектура СССР» (1933—1992).
Главным руководящим органом являлся Всесоюзный съезд архитекторов, а между съездами творческим союзом руководили исполнительные органы — правление и секретариат Союза архитекторов СССР.
В ведении творческого союза находился собственный архитектурный фонд, призванный помочь осуществлять цели организации.
Награждён орденом Ленина (1970).
СА СССР являлся членом Международного союза архитекторов с момента основания последнего; в 1972 году президентом МСА был избран член Союза архитекторов СССР Г. М. Орлов.
После провозглашения РФ независимости, был реорганизован в Международную ассоциацию союзов архитекторов.

## Съезды ССА
1. 16—26 июня 1937 года. Первый съезд (в Колонном зале Дома Союзов).
2. 26 ноября — 3 декабря 1955 года. Второй Всесоюзный съезд советских архитекторов.
3. 18—20 мая 1961 года. Третий Всесоюзный съезд советских архитекторов.
4. 28 октября 1965 года. Четвёртый съезд советских архитекторов.
5. 20 октября 1970 года. Пятый съезд архитекторов СССР.
6. 25—27 ноября 1975 года. Шестой съезд архитекторов СССР.
7. 12—14 мая 1981 года. Седьмой съезд архитекторов СССР.
8. Июнь 1987 года. Восьмой (последний) съезд советских архитекторов.